# Hodonice

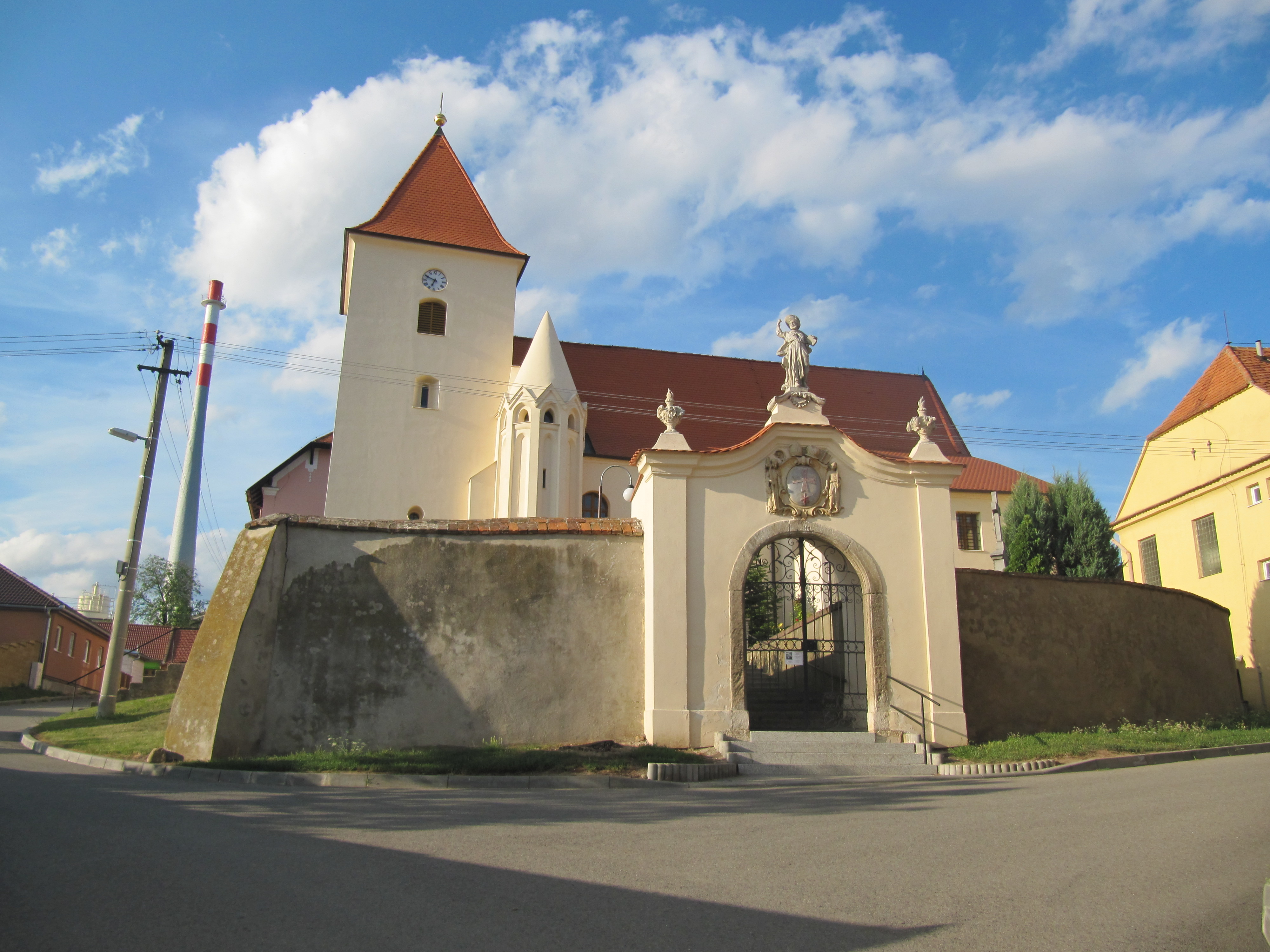
Pfarrkirche

Hodonice (deutsch Hödnitz) ist eine Gemeinde im Okres Znojmo (Bezirk Znaim), Jihomoravský kraj (Region Südmähren) in der Tschechischen Republik. Der Ort liegt auf 212 m und befindet sich 8 km östlich von Znaim.

## Geographie
Nachbarorte sind Tasovice (Taßwitz) im Westen und Krhovice (Gurwitz) im Süden. Der Ort ist als ein Platzdorf angelegt.

## Geschichte
Die Anlage des Ortes und die bis 1945 gesprochene bairisch „ui“- Mundart mit ihren speziellen Bairischen Kennwörtern weisen auf eine Besiedlung durch bayrische deutsche Stämme hin, wie sie um 1050, aber vor allem im 12/13. Jahrhundert erfolgte. Die erste urkundliche Erwähnung des Ortes fällt auf den 13. März 1229. Der Grundherr war der Propst Wigbert vom Pöltenberg bei Znaim. Dieser Besitz wurde in den Jahren 1247 und 1252 nochmals bestätigt. Im Jahre 1299 erwarb auch das Klarissenkloster Znaim einen Teil des Ortes. Dadurch ergab sich, dass der Ort von zwei verschiedenen Stellen verwaltet wurde. 1351 wütete die Pest im Ort und forderte die Hälfte der Bevölkerung von Hödnitz. Noch vor dem Ende des 14. Jahrhunderts erhielten die Hödnitzer vom Klarissenkloster Sonderrechte, welche sie mit den Stadtbürgern von Znaim gleichstellte. Im Laufe der Jahrhunderte änderte sich die Schreibweise der Ortschaft. So schrieb man 1229 „Godonich“, 1299 „Hedenitz“, 1641 „Oednitz“, 1781 „Hednitz“ und ab 1846 „Hödnitz“.
Während des Dreißigjährigen Krieges waren viele Bewohner des Ortes Protestanten, so dass es im Jahre 1627 nur 120 Katholiken im Ort gab. Im Jahre 1645 drang der schwedische General Lennart Torstensson in Mähren ein und besetzte auch Hödnitz. Während der Besetzung brach eine Feuersbrunst aus, welche große Schäden verursachte. Auch schleppten die schwedischen Truppen die Pest ein, wodurch wiederum ein großer Teil der Bevölkerung ihr Leben verlor. Aus dieser Zeit stammen viele Berichte, dass die Einwohner von Hödnitz ihr Geld in Tonkrügen sammelten und in die Wände einmauerten. Diese Berichte wurden durch spätere Funde in alten Gebäuden bestätigt. Um die Wirtschaft des Ortes zu unterstützen und um das gute Wasser des Ortes besser zu nutzen, wurde im Jahre 1722 ein Brauhaus in Hödnitz errichtet. Im Jahre 1782 kam es durch einen Erlass von Kaiser Joseph II. zur Auflösung der Klöster und dadurch zu einem Besitzerwechsel von Hödnitz. Ab 1801 war Hödnitz im Besitz des Freiherren von Liebenberg.
Während der Koalitionskriege wurde Hödnitz zweimal von den Franzosen besetzt. Bei der ersten Besetzung im Jahre 1805 erlitt der Ort nur einen finanziellen Schaden, da die Franzosen nur Geld von der Pfarre verlangten. Doch bei der zweiten Besetzung im Jahre 1809 kam es zu Plünderungen und zu vereinzelten Misshandlungen. Diese Plünderungen trafen den Ort umso schwerer, da der Ort sich erst von einem Großbrand vom Jahre 1807 erholt hatte. In den Tagen der Besatzung übernachtete sogar Napoleon selbst im Ort. Im Jahre 1832 wütete die Cholera in Mähren, welche in der Umgebung von Hödnitz an die 482 Menschenleben forderte. Wie durch ein Wunder blieb die Bevölkerung des Ortes verschont. Aus Dankbarkeit hierfür errichteten die Hödnitzer eine Marienkapelle. Doch die Cholera kehrte im Jahre 1855 zurück und wegen der Opfer musste der Friedhof erweitert werden. Bereits im Jahre 1870 besaß Hödnitz einen Bahnhof auf der Linie Brünn-Znaim, was den wirtschaftlichen Aufschwung des Ortes in den nächsten Jahren erklärte. Nach fast 150 Jahren wurde das Brauhaus im Jahre 1870 geschlossen. Das Gebäude selbst wurde zu einem Wirtshaus umfunktioniert. Ab 1883 gibt es eine Freiwillige Feuerwehr in Hödnitz. Im Jahre 1926 kam es zu einer Überschwemmung von Hödnitz.
Nach dem Ersten Weltkrieg, der 22 Opfer unter den Hödnitzern forderte, zerfiel der Vielvölkerstaat Österreich-Ungarn. Der Friedensvertrag von Saint Germain 1919 erklärte den Ort, dessen Bevölkerung im Jahre 1910 zu 98 % aus Deutschsüdmährern bestand, zum Bestandteil der neuen Tschechoslowakischen Republik. Während der Zwischenkriegszeit wurden alle Beamtenposten durch Tschechen neubesetzt. Die alteingesessene Malzherstellung wurde ins Landesinnere verlegt, dies führte zur Arbeitslosigkeit. Nach dem Münchner Abkommen 1938 gehörte der Ort bis 1945 zum Reichsgau Niederdonau. In diesen Jahren wurde Hödnitz mit dem Nachbarort Taßwitz zur Gemeinde „Kirschfeld“ zusammengeschlossen.
Im Zweiten Weltkrieg hatte der Ort 51 Opfer zu beklagen. Nach dessen Ende (8. Mai 1945) wurden die im Münchener Abkommen an Deutschland übertragenen Territorien, also auch Hödnitz, im Rückgriff auf den Vertrag von Saint-Germain wieder der Tschechoslowakei zugeordnet. Die deutschen Ortsbewohner wurden bald nach Kriegsende bis auf 24 Personen über die Grenze nach Österreich vertrieben. Andere flüchteten vor den Exzessen, in der Annahme, bald wieder zurückkehren zu können. Sieben Ortsbewohner wurden offiziell zwischen dem 11. August und dem 18. September 1946 über Znaim zwangsausgesiedelt. 17 Personen verblieben im Ort.
In Übereinstimmung mit den ursprünglichen Überführungszielen der Potsdamer Kommuniqués verlangte die Rote Armee, Januar 1946, den Abschub aller Sudetendeutschen aus Österreich nach Deutschland. Die vertriebenen Hödnitzer ließen sich in Bayern, Baden-Württemberg und Hessen nieder. Einzelne Familien konnten in Österreich bleiben und ließen sich im Raum Wien nieder. Nach dem Krieg wurde die Gemeinde „Kirschfeld“ aufgelöst und Hödnitz wurde wieder selbstständig.
Die Matriken werden seit 1663 geführt und befinden sich im Landesarchiv Brünn.

## Wappen und Siegel
Aus dem Jahre 1750 sind gleich zwei Siegel bekannt. Dies ergab sich daraus, dass ein Teil des Ortes vom Kloster Znaim verwaltet wurde und der andere Teil von der Propstei Pöltenberg. Das Siegel des Klosters Znaim zeigte ein Pflugeisen und ein Messer, welche von Blüten umgeben sind. Demgegenüber zeigte das Siegel der Propstei Pöltenberg ein springendes Pferd.
Nach der Auflösung des Untertanenverhältnisses im 19. Jahrhundert erhielt der Ort ein einheitliches Siegel. Es zeigte in der Umschrift „GEMEINDEAMT HÖDNITZ“ eine Weintraube. Nachdem der Ort zur Tschechoslowakei gekommen war, wurde das Siegel zweisprachig und zeigte nun einen Pflug anstatt der Weintraube.

## Bevölkerungsentwicklung
| Volkszählung | Einwohner gesamt | Volkszugehörigkeit der Einwohner | Volkszugehörigkeit der Einwohner | Volkszugehörigkeit der Einwohner |
| Jahr         | Einwohner gesamt | Deutsche                         | Tschechen                        | Andere                           |
| ------------ | ---------------- | -------------------------------- | -------------------------------- | -------------------------------- |
| 1880         | 734              | 732                              | 2                                | 0                                |
| 1890         | 690              | 683                              | 7                                | 0                                |
| 1900         | 913              | 904                              | 9                                | 0                                |
| 1910         | 876              | 858                              | 14                               | 4                                |
| 1921         | 916              | 772                              | 86                               | 58                               |
| 1930         | 1009             | 879                              | 99                               | 31                               |

## Sehenswürdigkeiten
- Pfarrkirche des hl. Jakob des Älteren (1270), Renovierung nach Blitzschlag (1690), Hochaltar und Kanzel aus dem 18. Jahrhundert und Altarbild von Johann Lukas Kracker
- Pfarrhaus (1703)
- Pestsäule
- Johann Nepomuk-Denkmal
- Marienkapelle (1833)
- gotische Säule an der Straße nach Mühlfraun
- Florianisäule (1735)
- Kriegerdenkmal im Kirchgarten[9][10]

## Wirtschaft im Ort
Neben den althergebrachten Handwerkern, wie Bäcker, Fassbinder, Friseur, Sattler, Rauchfangkehrer, Schmied, Schlosser, Schneider, Schuster, Spengler, Tischler, Uhrmacher, Wagner und Zuckerbäcker gab es im Ort auch Industriebetriebe.
So gab es eine Dampfmühle, eine Malzfabrik, eine Gurken und Kraut-Konservenfabrik, eine Molkerei, eine Ziegel- und eine Schnapsbrennerei.

## Brauchtum
Reiches Brauchtum bestimmte den Jahreslauf der 1945/46 vertriebenen, deutschen Ortsbewohner:
- Zur Vorbereitung für das Sonnenwendfest sammelten die Burschen des Ortes Holz und Reisig und brachten es auf den höchsten Punkt des Ortes, den sogenannten „Sperle“. Die Mädchen hingegen bastelten Lampions und gingen abends singend mit den anderen Dorfbewohnern hinauf zum Festplatz.
- Der Kirtag des Ortes wurde immer am zweiten Sonntag im August gefeiert. Traditionsgemäß feierten die Ortsbewohner vom Oberort bei ihrem Wirt in Oberort und die vom Unterort bei ihrem Wirt in Unterort. Bei diesem Ereignis durften die jungen Männer mit ihrer Auserwählten tanzen. Es wurden zwei Halbkreise gebildet und die Burschen zeigten durch kleine Winke auf ihre Auserwählte, um sie zum Tanze aufzufordern. Gemäß der Überlieferung erfolge später die Tanzaufforderung von den Frauen. Am Ende des Abends durfte der junge Mann seine Auserwählte heimbringen, doch ihr weder einen Heiratsantrag vor dem Haus machen, noch sie in das Haus begleiten.[11]